# Lakapi Samoa
Lakapi Samoa, também conhecido como Rugby Samoa ou Federação Samoana de Rugby, é o órgão dirigente do rugby em Samoa. Fundada como Apia Rugby Union em 1924, foi afiliada à New Zealand Rugby Football Union no mesmo ano. Juntou-se ao International Rugby Board como Western Samoa Rugby Football Union em 1988. Em 1997, quando Samoa Ocidental alterou sua constituição para mudar o nome do país de Samoa Ocidental para Samoa, o sindicato também mudou seu nome e abandonou a palavra Football para se tornar a Samoa Rugby Union. Em novembro de 2020, mudaram o nome para Lakapi Samoa, nome em samoano para Rugby Samoa. Eles eram anteriormente membros da Pacific Islands Rugby Alliance (PIRA), juntamente com Fiji e Tonga. O sindicato também é membro da Federação de Rugby Union da Oceania (FORU).
Existem 12 uniões provinciais compostas por cerca de 120 clubes e contando com cerca de 5 000 jogadores seniores e o dobro de jogadores juniores num país com uma população de pouco menos de 175 000 pessoas. O principal torneio nacional é o Campeonato Nacional Provincial de Samoa.

## Seleções nacionais
A seleção nacional de rugby de Samoa realiza um desafio tradicional de Samoa chamado Siva Tau antes de cada jogo. A Samoa Rugby Union era anteriormente membro da Pacific Islands Rugby Alliance (PIRA), juntamente com Fiji e Tonga.
A equipe nacional de rugby sevens de Samoa compete na Série Mundial de Rugby Sevens, e venceu a World Series de 2009–10. Samoa foi coroada vencedora do Edinburgh Sevens de 2010. A vitória histórica seguiu-se a três vitórias consecutivas em torneios da Série Mundial, o Hong Kong Sevens, o USA Sevens e o Adelaide Sevens.

## Problemas financeiros
Em novembro de 2017, o primeiro-ministro e presidente do sindicato de Samoa, Tuila'epa Sailele Malielegaoi, anunciou que a organização estava falida, embora essas reivindicações tenham sido negadas pelo órgão regulador mundial, World Rugby.